# Columbian Centinel
Le Columbian Centinel (1790-1840) est un journal de Boston, au Massachusetts, créé par Benjamin Russell (en). Il suit son prédécesseur, le Massachusetts Centinel and the Republican Journal, que Russell et son associé William Warden ont publié pour la première fois le 24 mars 1784. Le journal est « le journal le plus influent et le plus entreprenant du Massachusetts après la Révolution ». À l'époque des fédéralistes, il est  aligné sur le sentiment fédéraliste. Jusqu'en 1800 environ, son tirage est le plus important à Boston, et son concurrent le plus proche est l'anti-fédéraliste Independent Chronicle.
En 1828, Russell vend le Centinel à Joseph T. Adams et Thomas Hudson, qui continuent à le publier. En 1840, le Centinel fusionne avec un certain nombre d'autres journaux de Boston — l'Independent Chronicle & Boston Patriot, la Boston Commercial Gazette et le New-England Palladium — pour former le Boston Semi-weekly Advertiser, qui deviendra le Boston Herald.

## Différents titres
- The Massachusetts Centinel: and the Republican Journal. 24 mars – 13 octobre 1784 ;
- The Massachusetts Centinel. 16 octobre 1784 – 12 juin 1790 ;
- Columbian Centinel. 16 juin 1790 – 2 octobre 1799 ;
- Columbian Centinel & Massachusetts Federalist. 5 octobre 1799 – 2 juillet 1800 ;
- Columbian Centinel. Massachusetts Federalist. 5 juillet – 31 décembre 1800 ;
- Columbian Centinel. 5 septembre 1804 – 23 mai 1840.